# Запис Јаковљева крушка (Скорица)
Запис Јаковљева крушка (Скорица) се налази на парцели чији је власник Алексић Слободан.

## Локација
| Општина             | Ражањ                                                                       |
| Катастарска општина | Скорица                                                                     |
| Потес               | Дракшан                                                                     |
| Координате          | 43° 47′ 14″ С; 21° 32′ 51″ И / 43.787300000000002° С; 21.547499999999999° И |
| Надморска висина    | 310m                                                                        |

## Карактеристике
Дендрометријске вредности утврђене на терену и сателитским снимцима:
| Стабло                     | Крушка |
| Висина стабла              | m      |
| Обим дебла                 | m      |
| Пречник крошње             | 14m    |
| Пречник дебла              | m      |
| Висина дебла до прве гране | m      |

## База записа
Запис је у оквиру Викимедија пројекта "Запис - Свето дрво" заведен под редним бројем 0667.